# V488 Гидры
V488 Гидры (лат. V488 Hydrae) — одиночная переменная звезда в созвездии Гидры на расстоянии приблизительно 24 световых лет (около 7,2 парсек) от Солнца. Звёздная величина диапазона Ic звезды — от +17,59m до +17,52m. Возраст звезды определён как около 500 млн лет.
Открыта Самиром Салимом и др. в 2003 году*.

## Характеристики
V488 Гидры — коричневый карлик, переменная звезда спектрального класса L4,5, или L5, или L6,5. Масса — около 62,47 юпитерианской (0,0596 солнечной), радиус — около 1 юпитерианского (0,1004 солнечного). Эффективная температура — около 1754 K.